# Virus de la maladie de Fidji
Fiji disease virus
Pour les articles homonymes, voir FDV.
Espèce
Synonymes
- Sugarcane Fiji disease virus

Le virus de la maladie de Fidji, ou FDV (acronyme de Fiji disease virus), est une espèce de phytovirus, rattachée au genre Fijivirus (famille des Reoviridae), dont elle est l’espèce type. Ce virus est un agent pathogène des cultures de canne à sucre, responsable du syndrome de la maladie de Fidji. Il est transmis par des espèces de cicadelles du genre Perkinsiella, notamment Perkinsiella saccharicida.
La maladie de Fidji, appelée aussi « galle foliaire de Fidji », a été identifiée aux îles Fidji en 1886 sur des plants de canne à sucre, sur la base de symptômes foliaires.
Cette maladie, qui affecte aussi le Sud-Est asiatique et Madagascar, est particulièrement grave dans les îles Fidji et en Australie, où les pertes de rendement dans les plantations de canne à sucre peuvent atteindre 100 % chez les variétés sensibles. 

## Génome
Comme c'est le cas de tous les Reovirus, le génome du FDV est constitué d'ARN double brin. Ce génome est linéaire et composé de dix segments, comptant 27000 à 30500 paires de bases. 
Ce génome code au moins six protéines de structure. 
La réplication se produit dans le cytoplasme ou les viroplasmes cytoplasmiques des cellules de l'hôte.

## Transmission
Le virus est transmis sur un mode persistant par des cicadelles vectrices de la famille des Delphacidae : Perkinsiella saccharicida, Perkinsiella vitiensis et Perkinsiella vastatrix.. Le virus infecte les tissus du phloème de ses plantes-hôtes. La réplication peut se produire à la fois dans l'hôte et dans le vecteur. 

## Distribution
La maladie se rencontre principalement en Australie parce que c'est une aire d'habitat naturel des cicadelles. Elle a également été détectée aux Philippines, aux îles Fidji, à Madagascar, Nouvelle-Bretagne, en Nouvelle-Guinée, au Vanuatu, aux Philippines et à  Samoa.

## Symptômes
Les plants de canne à sucre peuvent montrer un rabougrissement accompagné de changements de couleur et de structure des feuilles. Cependant le symptôme caractéristique de la maladie est l'apparition de galles à la face inférieure du limbe des feuilles et à l'extérieur de la gaine. Ces galles, qui se forment longitudinalement le long des faisceaux vasculaires, sont de taille très variable : parfois invisible sans l'aide d'une loupe, elles peuvent atteindre jusqu'à 50 cm de long sur 2 à 3 mm de large. 

## Référence biologique
- (en) ICTV : Fiji disease virus  (consulté le 26 janvier 2021)